# Vulkanausbruch des Hunga Tonga 2022

Aufnahme des Hunga-Tonga-Ausbruchs am 15. Januar 2022 durch den über dem Äquator befindlichen geostationären Wettersatelliten GOES-17 – maximaler Durchmesser der Aschewolke ca. 470 km

Der Vulkanausbruch des Hunga Tonga-Hunga Haʻapai 2022 in Tonga ereignete sich am 14. und 15. Januar 2022 mit massiven Eruptionen, die phreatomagmatischer Natur waren. Am 15. Januar um 04:14 Uhr UTC (17:14 Uhr Ortszeit) wurde eine Beben-Magnitude von 5,8 auf der Oberflächenwellen-Magnituden-Skala registriert. Der Ausbruch war nach ersten Abschätzungen der weltweit stärkste seit der Eruption des Pinatubo auf den Philippinen 1991. Nachfolgende Analysen von Vulkanologen ergaben, dass es sich um eine der stärksten jemals gemessenen Eruptionen handelte. Die Explosionsstärke war stärker als alle registrierten Eruptionen im 20. Jahrhundert und weit stärker als alle jemals durchgeführten Kernwaffentests. An Stärke war sie etwa vergleichbar dem Ausbruch des Krakatau im Jahr 1883.
Es leben geschätzt rund 76.000 Menschen in einem Radius von 100 km um den Vulkan. Durch den Vulkanausbruch wurden weite Teile des Inselstaats Tonga von einer 5 bis 10 cm dicken Schicht vulkanischer Asche bedeckt, was Auswirkungen auf die Wasser- und Stromversorgung sowie die Luftqualität hat. Der durch den Ausbruch ausgelöste Tsunami führte insbesondere an der Westküste der Hauptinsel Tongatapu mit ihren vielen Hotels zu schweren Schäden. Die tongaische Regierung rief bis zum 13. Februar den Katastrophenfall aus.

## Atmosphärische Druckwelle

Luftdruckmessung während der Hunga-Tonga-Eruption nahe Stuttgart

24-Stunden Animation des Ausbruchs aus GOES-West-Satellitenbildern, NOAA. Erkennbar ist die radiale Ausbreitung der Druckwelle und die Ausbreitung der Aschewolke nach Westen.

Infrarotbilder zwischen 04:00 und 08:50 UTC

Die Druckwelle der Eruption bewegte sich mehrfach um den gesamten Erdball. In Deutschland wurde sie, von Norden kommend, abends mit einem Luftdruck-Impuls von ca. 1,5 hPa gemessen, wenige Stunden später dann schwächer aus Süden. Dazwischen kulminierte die Wellenfront in Algerien, das Tonga auf dem Globus gegenüberliegt. Am 17. Januar, gut zwei Tage nach der Explosion, wurde nochmals ein Durchgang von ca. 0,5 hPa registriert. Weitere Durchgänge der Welle durch Mitteleuropa folgten bis mindestens zum 18. Januar. Die Explosion war sowohl im 2300 Kilometer entfernten Neuseeland als auch im 9700 Kilometer entfernten Alaska zu hören.
Es wird vermutet, dass es sich um den lautesten je nachgewiesenen Knall neben dem Knall des Ausbruchs des Krakataus von 1883 handelt.
Die Druckwelle des Tonga-Vulkans war so ausgeprägt, dass sie zu Störungen in der Ionosphäre führte, die die Satellitenkommunikation beeinträchtigte.

## Schwerewellen
Wissenschaftler waren überrascht über die vom Ausbruch ausgelösten Schwerewellen der Atmosphäre, die sich bereits auf der Oberseite der Ausbruchswolke abzeichneten und darüber hinaus in Satellitenaufnahmen zu sehen waren. Mit dem Atmospheric Infrared Sounder (AIRS) des NASA-Satelliten Aqua wurden in der 20-jährigen Betriebszeit des Sensors bislang keine vergleichbaren konzentrischen Wellenbilder beobachtet. Es wird angenommen, dass auch diese Wellen die Erde mehrfach umrundet haben. Als Ursache der Entstehung wird vermutet, dass heißes Gas bis weit in die Stratosphäre aufsteigt und die Luft  durcheinanderwirbelt. Die Schwerewellen könnten einen längerfristigen Einfluss auf das Wetter haben, weil sie die zyklische Umkehrung von Windrichtungen in den Tropen beeinflussen; das könnte Wetteränderungen zur Folge haben, die bis nach Europa reichen.

## Vulkanasche und -gase
Das Volcanic Ash Advisory Center im neuseeländischen Wellington meldete Asche bis in einer Höhe von 18,6 km. Satellitendaten der NASA zeigen, dass die Eruptionssäule bis zu 58 km hoch war und damit in die Mesosphäre reichte. Das stellt einen Rekord dar, denn es war die höchste Eruptionswolke, die je vom Weltraum aus beobachtet wurde. Die Gesamtmenge an Schwefeldioxid, die durch die Eruption in die Atmosphäre gelangte, wird auf 0,4 Megatonnen geschätzt. Ein merkbarer Einfluss auf das Klima wäre erst ab 5 Megatonnen zu erwarten. Die Aschewolke bewegte sich langsam in Richtung Nordwesten auf Fidschi zu. Fidschis Umweltministerium bestätigte einen Anstieg der Schwefeldioxidkonzentration in der Atmosphäre in der Nacht auf den 17. Januar und warnte die Bevölkerung vor saurem Regen. Das Schwefeldioxid breitete sich später weiter westwärts nach Australien aus.

### Diskussion von Klimafolgen
Bei der Eruption verdampften große Mengen Wasser. Es gelangten geschätzt mehr als 100 Megatonnen Wasserdampf in die Stratosphäre – der größte Eintrag von Wasserdampf in die Stratosphäre seit Beginn der Satellitenbeobachtungen. Nach etwa zwei Wochen überwog der das Klima erwärmende Effekt des Wasserdampfs den kühlenden Effekt der Schwefelaerosole. Eine 2023 veröffentlichte Studie untersuchte den Einfluss der Eruption auf den Strahlungshaushalt der Erde über die nächsten Jahre. Sie kam zu dem Ergebnis, dass die durch die Eruption in die Stratosphäre eingebrachten 146 Megatonnen Wasser und 420 Kilotonnen Schwefeldioxid „vermutlich und für einen großen Vulkanausbruch untypisch“ zu einem vorübergehenden globalen Temperaturanstieg führen werde. Dadurch nehme die Wahrscheinlichkeit signifikant zu, dass bis Anfang der 2030er Jahre die globale Erwärmung auf vorübergehend mehr als 1,5 °C gegenüber dem Beginn der Industrialisierung steige – für die Zeit 2023–2028 schätzen sie, dass die Wahrscheinlichkeit um 7 % zunimmt. Langfristig bedeutsamer ist jedoch das Niveau des Klimaschutzes für die Wahrscheinlichkeit von Temperaturanomalien von 1,5 °C und mehr.
Jüngere Arbeiten kamen hingegen zu dem Ergebnis, dass der abkühlende Effekt der Aerosole überwogen und, insbesondere im Sommer 2022, eine leichte Abkühlung verursacht hatte.

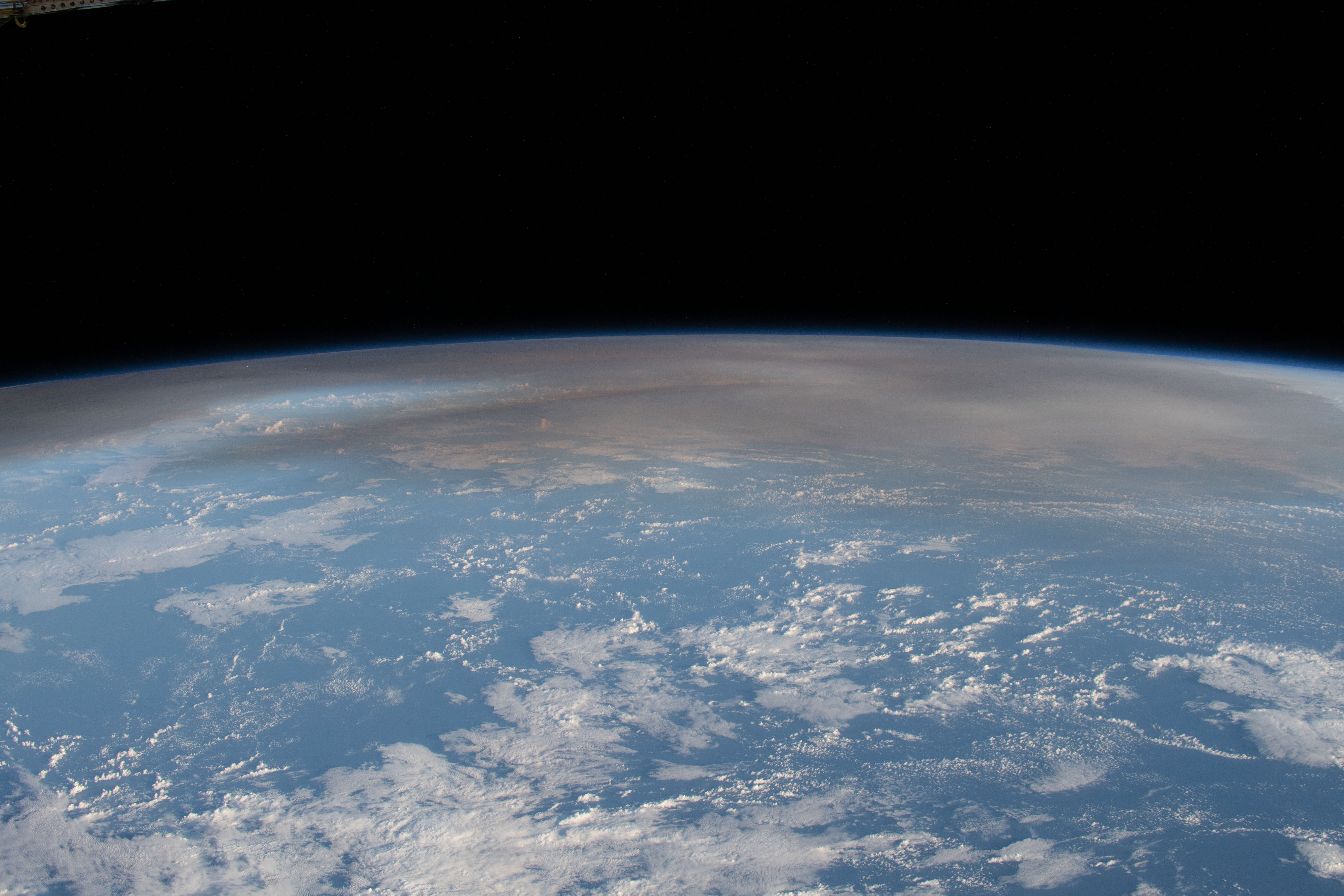
Die Aschewolke am 16. Januar (Foto von der ISS)
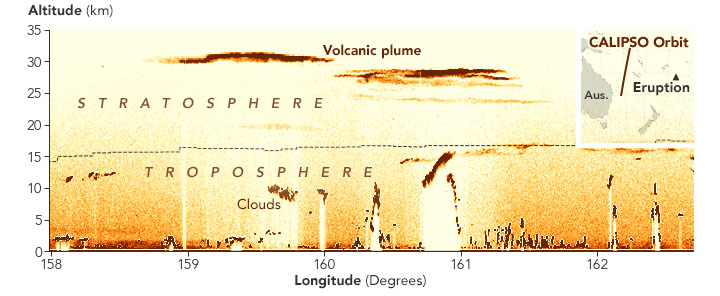
Das aus Daten des CALIPSO-Satelliten vom 16. Januar gewonnene Bild zeigt, wie hoch die Vulkanasche in die Atmosphäre geschleudert wurde
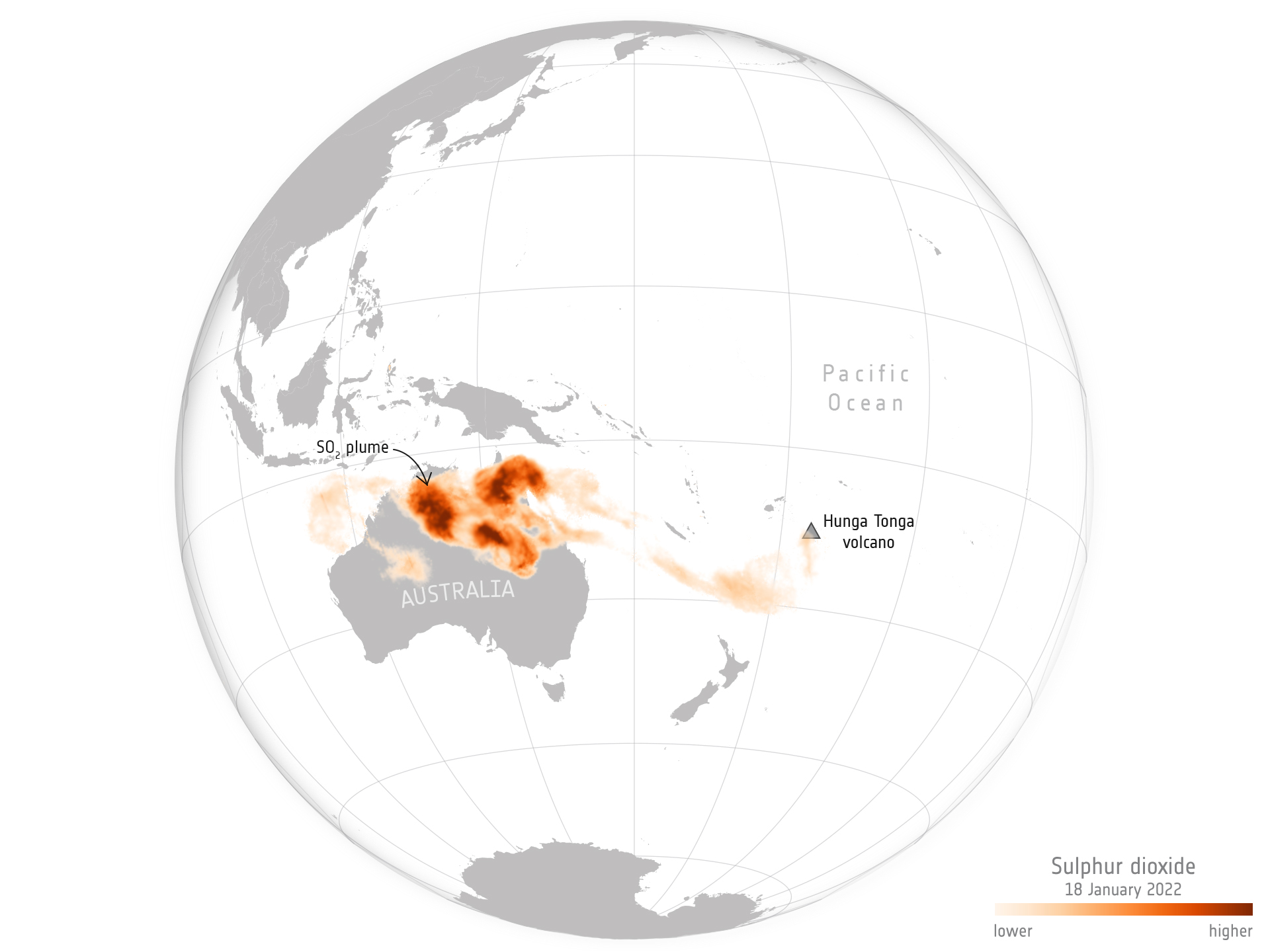
Ausbreitung des Schwefeldioxids über Australien am 18. Januar
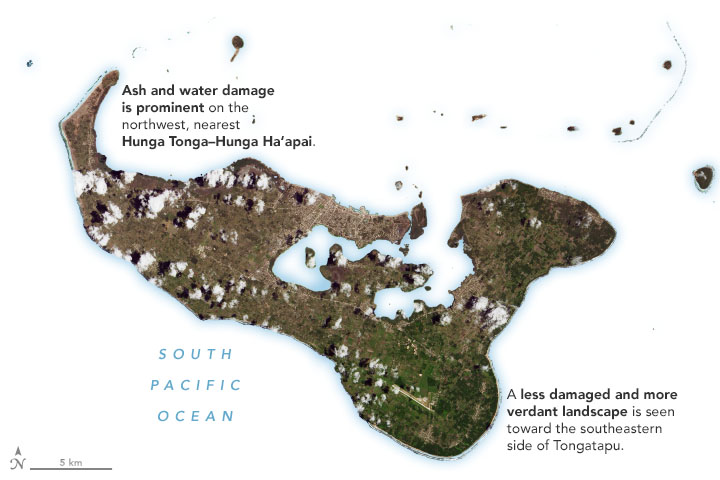
Landsat-8-Satellitenbild der von Asche bedeckten Insel Tongatapu am 26. Januar

## Eruptionsgewitter
Die Eruptionen wurden von einem ungewöhnlich starken Eruptionsgewitter begleitet. Am 15. Januar wurden zwischen 17:19 Uhr und 23:00 Uhr Ortszeit 400.000 Blitze registriert, mit einem Maximum in der Stunde zwischen 18:00 und 19:00 Uhr Ortszeit (5:00 bis 6:00 Uhr UTC) mit ca. 200.000 Blitzen.

## Tsunami

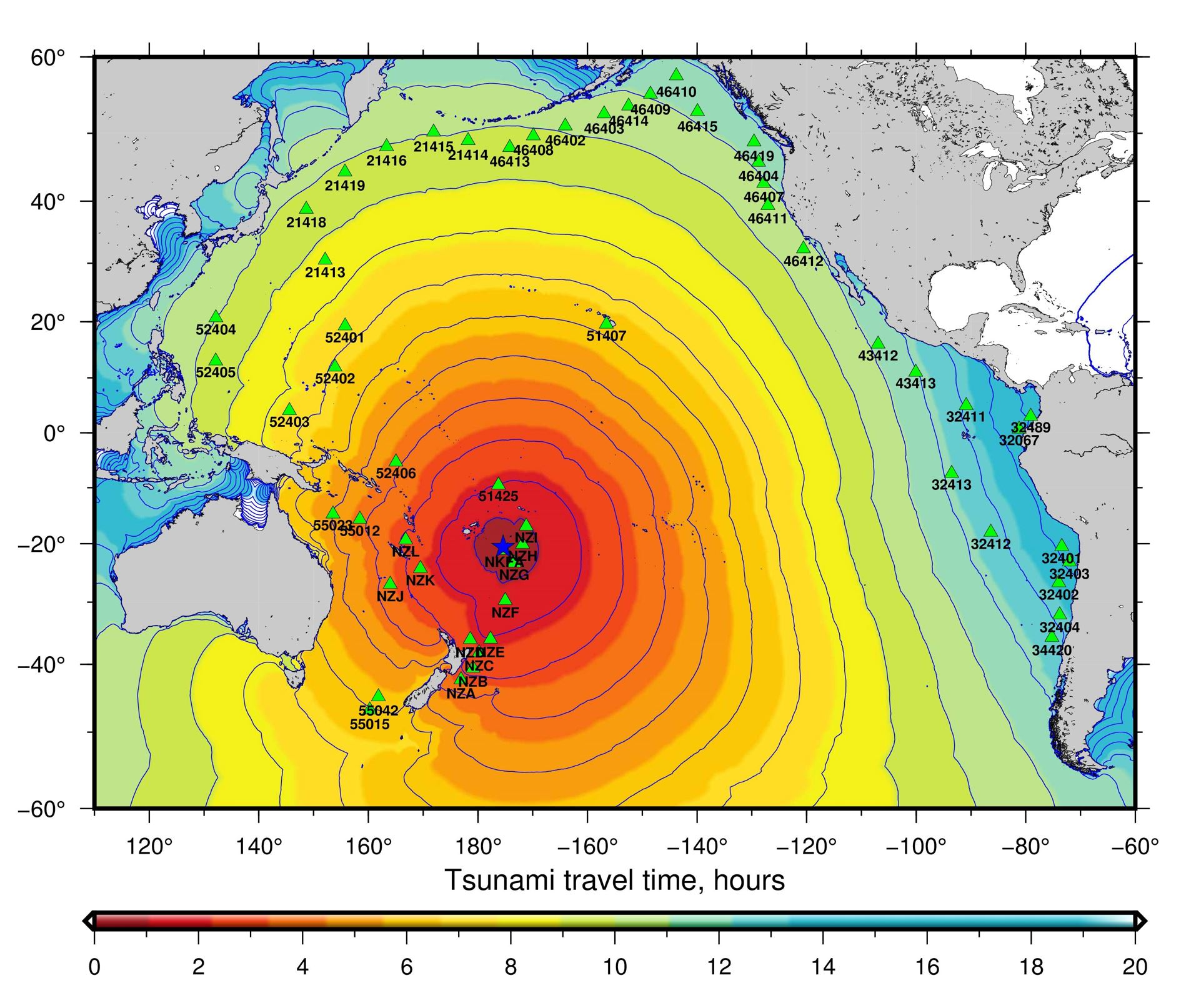
Ausbreitung des Tsunamis

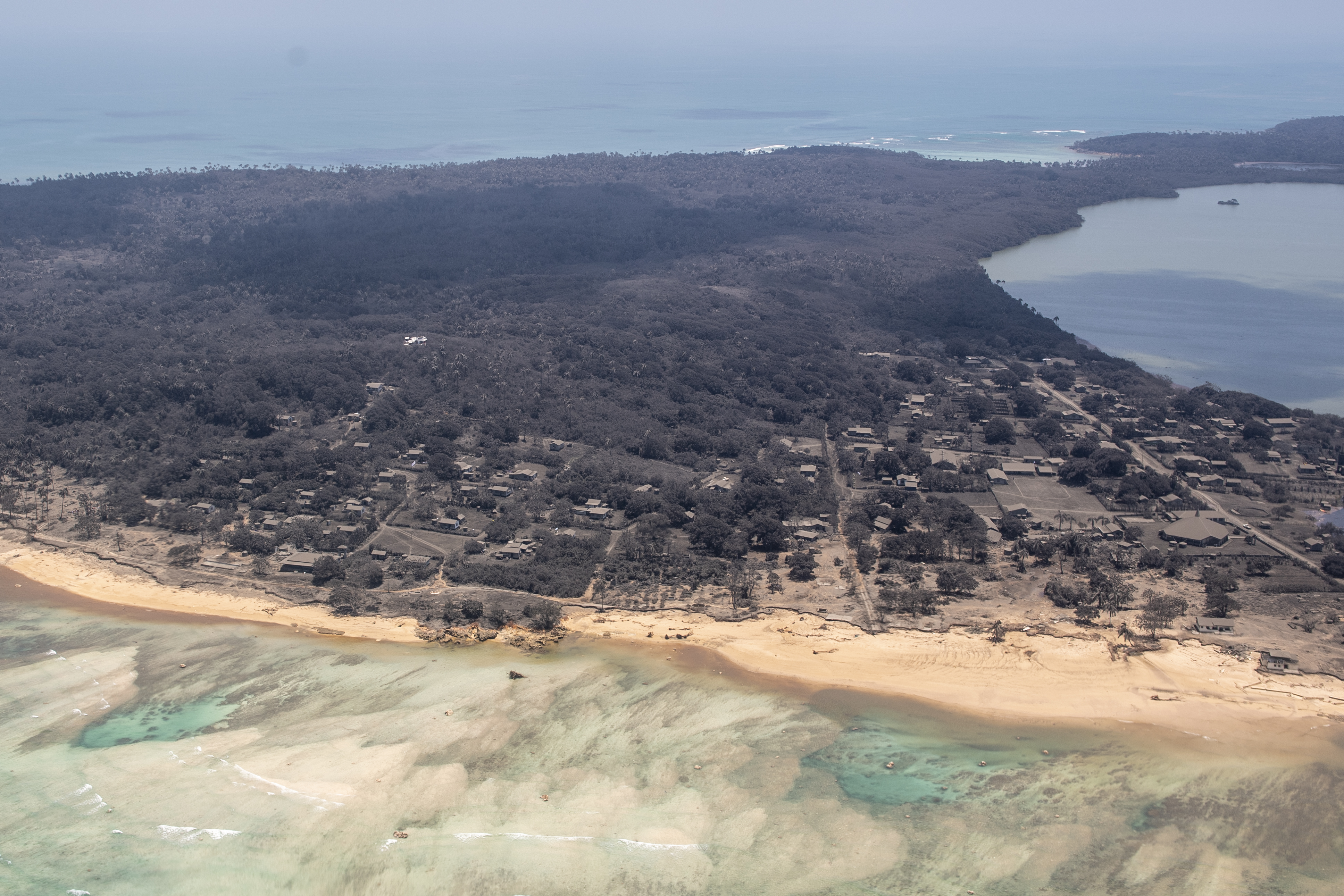
Mit Asche bedeckte und vom Tsunami getroffene Insel in Tonga.

Durch die Eruptionen wurde ein Tsunami ausgelöst, der z. B. Nukuʻalofa, die Hauptstadt Tongas, mit einer Höhe von 1,2 m erreichte. Die in Tonga maximal erreichte Tsunami-Höhe wurde jedoch am 18. Januar 2022 mit 15 m angegeben. Erste Aufklärungsflüge zeigten zerstörte Häuser in der Hauptstadt. Nach ersten Einschätzungen wurden auf der Hauptinsel etwa 50 Häuser zerstört und 50 weitere beschädigt. Am 18. Januar wurden schwere Beschädigungen auf den kleineren und niedrigeren Inseln Fonoifua, Mango und Nomuka bekannt. Von Mango war zuvor ein aktives Notsignal entdeckt worden. Die Überwachungsflüge des OCHA registrierten ein komplett zerstörtes Dorf auf Mango sowie zahlreiche verschwundene Gebäude auf der Insel ʻAtatā.
Das Pacific Tsunami Warning Center gab für das US-Außengebiet Amerikanisch-Samoa eine später aufgehobene Warnung heraus. Die Nationale Katastrophenschutzbehörde Neuseelands warnte nach dem Ausbruch davor, dass in einigen Teilen des Landes mit „starken und ungewöhnlichen Strömungen und unvorhersehbaren Überflutungen“ zu rechnen sei. Tatsächlich kenterten dort in einem Hafen mehrere Boote.
Auch in Kalifornien kam es zu einer Überschwemmung, vor allem in Teilen von Santa Cruz und Port San Luis, und auch in Peru richtete der Tsunami noch Schäden an. In den Regionen La Libertad, Lambayeque, Lima, Ica und Arequipa meldete Perus National Civil Defense Institute (INDECI) hohe Wellen. In Paracas wurden mehrere Gebäude beschädigt. Zweiundzwanzig Häfen an der Nord- und Mittelküste   wurden geschlossen und die Fischereitätigkeit eingestellt.
An der über 11.000 Kilometer entfernten chilenischen Pazifikküste erreichte der Tsunami nach 12 Stunden zuerst Süd-Chile. An mehreren Orten wurden Wellenhöhen von über einem Meter gemessen, wobei diese in der in Nord-Chile gelegenen Küstenstadt Chañaral mit 1,74 Meter den höchsten Wert erreichten. Dort gab es auch in anderen Küstenstädten wie Iquique Überschwemmungen.
In Japan erreichten die Tsunamiwellen etwa zehn Stunden nach dem Ausbruch zuerst die Südwestküste. In Kushimoto in der Präfektur Wakayama wurde eine Wellenhöhe von etwa einem Meter gemessen.  Auch von der zu den Ryūkyū-Inseln gehörenden Insel Amami-Ōshima wurden Überschwemmungen berichtet.
Meteotsunamis
Neben den herkömmlichen Tsunamis wurden auch Meteotsunamis beobachtet, die durch die Energie der atmosphärischen Druckwelle ausgelöst werden. Dies war in Japan der Fall, wo erste Wellen schon drei bis vier Stunden vor der Laufzeit der im Wasser laufenden Tsunamiwelle registriert wurden. Auch im Mittelmeer, das normalerweise vom Tsunami nicht erreicht wird, kam es zu kleinen Wellen, die bei den Balearen 20 bis 40 cm erreichten. Nach dem Krakatau 1883 ist das erst der zweite Fall, bei dem nach einem Vulkanausbruch Meteotsunamis beobachtet wurden.

## Opfer
Auf Tonga wurden vier Todesopfer gemeldet: je eine Frau auf Mango und Tongatapu sowie ein Mann auf Nomuka. Ein viertes nicht näher beschriebenes Opfer wurde am 30. Januar bestätigt. Die Regierung von Tonga berichtete am 21. Januar von insgesamt 15 Verletzten, wovon auf die flachen und deshalb vom Tsunami stark zerstörten Inseln Nomuka (etwa 65 km nordöstlich) acht, Fonoifua (etwa 80 km) vier und Tungua (etwa 85 km) zwei entfielen. Auch Mango (etwa 70 km nordöstlich) und ʻAtatā (etwa 55 km südlich) wurden zumindest teilweise überspült. Die Inseln Mango und Fonoifua wurden evakuiert. Auf einer der vom Tsunami betroffenen Fidschi-Inseln starb eine Frau an Erschöpfung während der Rückkehr nach der Evakuierung.
Am Strand der peruanischen Region Lambayeque ertranken zwei Menschen in den Wellen des Tsunamis.

## Weitere Schäden
Die Kommunikation des Inselstaates zur Außenwelt wurde schwer beeinträchtigt, da das einzige Glasfaserkabel für die Internetverbindungen beschädigt wurde. Weitere Kommunikationsverbindungen waren ebenfalls gestört. Am 22. Februar wurde die Reparatur des Kabels abgeschlossen und die Internetverbindung stand am 23. Februar wieder zur Verfügung.
Die landwirtschaftlichen Folgen der Katastrophe sind noch nicht absehbar. Die Überschwemmung mit Salzwasser durch den Tsunami hat wahrscheinlich Agrarfelder beeinträchtigt, auch Vulkanasche kann sich negativ auswirken. Zudem ist saurer Regen aufgrund der hohen Mengen Schwefeldioxid in der Atmosphäre zu befürchten. Etwa 86 % der Bevölkerung Tongas arbeiten in der Landwirtschaft und Fischerei. Der Agrarsektor machte in 2015/16 etwa 14 % des Bruttoinlandsprodukts aus und über 65 % der Exporte.

## Hilfen
Neuseeland und Australien boten Hilfen an, u. a. in Form von Aufklärungsflügen. Die neuseeländische Außenministerin Nanaia Mahuta kündigte am Morgen des 17. Januar einen ersten Aufklärungsflug der Royal New Zealand Air Force mit einer Lockheed P-3K Orion an, nachdem die Aschekonzentration nachgelassen hatte. Beide Länder warfen zunächst Hilfslieferungen aus der Luft ab, da die Rauchwolke Landungen verhinderte. Die australische HMAS Adelaide soll von Brisbane aus Hilfsgüter nach Tonga transportieren. Australien kündigte zudem eine Soforthilfe in Höhe von einer Million Australischer Dollar an und Neuseeland von einer halben Million Neuseeland-Dollar, eine Summe die später auf eine Million und am 22. Januar auf 3 Millionen aufgestockt wurde. Die Europäische Union aktivierte am 15. Januar das Notfallbeobachtungssystem von Copernicus (Emergency Mapping Service (EMS)). Die Vereinigten Staaten sagten 100.000 US-Dollar an Soforthilfe zu.
Tonga bat dabei um kontaktlose internationale Hilfen, da der Inselstaat frei von SARS-CoV-2-Infektionen war. Die tongaische Regierung beschloss zudem eine 72-Stunden-Quarantäne für alle Güter, die das Land erreichten. Ausgenommen davon war Trinkwasser, welches im Inselstaat durch die Kontaminierung von Grund- und Regenwasser besonders knapp war. Am 20. Januar 2022 konnte je eine Landung aus Neuseeland und eine aus Australien auf dem Flughafen durchgeführt werden, nachdem die Rollbahn gereinigt worden war. Zudem traf die neuseeländische HMNZS Wellington ein, der die HMNZS Aotearoa folgte, die 250.000 Liter Wasser lieferten und täglich 70.000 Liter Wasser entsalzen konnten. Neuseeland beschloss zudem die Entsendung der HMNZS Canterbury, die zwei Helikopter mitnahm, um die weiter entfernt liegenden Inseln versorgen zu können. Japan lieferte am 22. Januar 3 Tonnen Trinkwasser zum Flughafen Fuaʻamotu.
Fidschi, dessen Lau-Inseln nahe an Tonga liegen und die daher ebenfalls vom Tsunami betroffen waren, bildete mehrere Expertenteams, um sowohl den betroffenen Lau-Inseln Ono-i-Lau, Vatoa, Moce, Moala, Vanua Balavu und Lakeba als auch Tonga beim Wiederaufbau und Reparaturen helfen zu können. Die Finanzierung übernahm Australien. Das für Tonga bestimmte und 50 Mann starke Team wurde auf SARS-CoV-2 getestet und in Quarantäne geschickt, um dann mit der HMAS Adelaide von Brisbane aus nach Tonga zu gelangen.

## Dokumentarfilm
- arte.tv: Tonga, die Wucht des Unterseesvulkans (53 min)